# Driver controlled operation
Driver controlled operation (DCO) is de bediening van een trein waarbij de machinist alle essentiële taken vervult die nodig zijn om de trein te bedienen, met als belangrijk onderdeel het veilig sluiten van de deuren bij vertrek. Bij de NS heet dit onderdeel Technisch Geleid Vertrekproces. Het verschilt van eenmansbediening (DOO, ‘driver-only operation’) doordat er ook andere personeelsleden aan boord werken, namelijk conducteurs.

## Nederland

### Technisch Geleid Vertrekproces
De NS startte in augustus 2022 met een proef van zes weken waarbij de machinist verantwoordelijk was voor het hele vertrekproces (zonder de conducteur), op de Airport Sprinter tussen Amsterdam Centraal en Hoofddorp. Een Sprinter was daarbij voorzien van camera’s en extra techniek. De NS meldt daarbij dat de conducteur de chef van de trein blijft, maar zich richt op serviceverlening.
In december 2024 startte de reguliere inzet van de Airport Sprinter.